# Валлерн-ан-дер-Траттнах
Валлерн-ан-дер-Траттнах (нем. Wallern an der Trattnach) — коммуна (нем. Gemeinde) в Австрии, в федеральной земле Верхняя Австрия. 
Входит в состав округа Грискирхен.  Население составляет 2905 человек (на 31 декабря 2005 года). Занимает площадь 15 км². Официальный код  —  40832.

## Политическая ситуация
Бургомистр коммуны — Франц Кислингер (АНП) по результатам выборов 2003 года.
Совет представителей коммуны (нем. Gemeinderat) состоит из 25 мест.
- АНП занимает 13 мест.
- СДПА занимает 10 мест.
- АПС занимает 2 места.